# Thomas Pfeiffer (Jurist)
Thomas Pfeiffer (* 4. März 1961 in Frankfurt am Main) ist ein deutscher Jurist.

## Leben
Pfeiffer studierte nach dem Ablegen des Abiturs 1978 bis zum ersten juristischen Staatsexamen 1984 an der Universität in Frankfurt am Main Rechtswissenschaften. Er war hierbei Stipendiat der Studienstiftung des Deutschen Volkes. Nach dem Staatsexamen war er Assistent an der Frankfurter Universität bei Manfred Wolf und wurde 1986 zum Thema Die Bedeutung des privatrechtlichen Immissionsschutzes – Eine Untersuchung zu §§ 1004, 906 BGB promoviert. Nach dem Referendariat legte er 1989 das zweite juristische Staatsexamen ab. Von 1989 bis 1990 war er Visiting Scholar an der Yale Law School und gleichzeitig Habilitationsstipendiat der DFG. Nach seiner Rückkehr wurde er abermals Assistent bei Wolf und wurde 1993 zum Thema Internationale Zuständigkeit und prozessuale Gerechtigkeit – Die internationale Zuständigkeit im Zivilprozeß zwischen effektivem Rechtsschutz und nationaler Zuständigkeitspolitik habilitiert.
Nach Rufen an die Universitäten Dresden (1993) und Bielefeld (1994) war Pfeiffer 1994 bis 2002 Professor an der Universität Bielefeld und zugleich 1996 bis 2002 Richter im weiteren Hauptamt am Oberlandesgericht Hamm. Pfeiffer ist seit 2002 Direktor des Instituts für ausländisches und internationales Privat- und Wirtschaftsrecht der Universität Heidelberg sowie Inhaber des Lehrstuhls für Bürgerliches Recht, Internationales Privatrecht, Rechtsvergleichung und Internationales Verfahrensrecht.
Von 2004 bis 2006 war Pfeiffer Dekan der Juristischen Fakultät der Universität Heidelberg. Gastprofessuren hatte er 2005, 2010 und 2019 an der Georgetown University in Washington, D.C. (USA), 2006 an der Hongkong City University, 2014 am Straus Institute for Dispute Resolution (Malibu, Kalifornien, USA), 2015 an der Universität Leuven (Belgien) sowie 2016 an der Universität Verona (Italien)  inne. Vom 1. Oktober 2007 bis 30. September 2013 hatte er zusätzlich das Amt eines Prorektors der Universität Heidelberg, zunächst für Lehre und Kommunikation und ab Oktober 2009 für internationale Beziehungen, übernommen. Einem Ruf an die Universität Marburg folgte er 2009 nicht. Von 2014 bis 2023 war er in Heidelberg Mitglied des Universitätsrats, von 2021 bis 2023 dessen stellvertretender Vorsitzender.
Zudem war Pfeiffer stellvertretender Vorsitzender des Bundesarbeitskreises Christlich Demokratischer Juristen (BACDJ). Er ist Mitglied der katholischen Studentenverbindung KStV Staufia-Straßburg Frankfurt am Main im KV.

## Leistungen
Thomas Pfeiffer war mehrfach als Sachverständiger an Gesetzgebungsverfahren im Bundestag beteiligt, etwa zum Antidiskriminierungsgesetz. Er war einer der Herausgeber der Zeitschrift für das Gesamte Schuldrecht (ZGS), der Rechtswissenschaft – Zeitschrift für rechtswissenschaftliche Forschung und der Jahrbücher für Italienisches Recht; außerdem gibt er die Sammlung Lindenmaier-Möhring kommentierter Entscheidungen des Bundesgerichtshofes (LMK) sowie die Zeitschrift Rechtswissenschaft (RW) mit heraus und gehört der Schriftleitung der Zeitschrift für Internationales Wirtschaftsrecht an. Ferner ist er Vorsitzender der Deutsch-amerikanischen Juristenvereinigung (DAJV) sowie Vorsitzender der Zivilrechtslehrervereinigung und seit 2020 Vorsitzender des Beirats des DAJV-Transatlantic Legal Blogs (TLB).
Besondere Schwerpunkte seiner wissenschaftlichen Tätigkeit sind das Vertragsrecht sowie das europäische und internationale Privat- und Prozessrecht. Zudem ist er ein bekannter Schiedsrichter für deutsche und internationale Wirtschaftsstreitigkeiten. Von deutschen Gerichten wird er häufig als unabhängiger Sachverständiger  für Fragen des ausländischen Rechts bestellt. Für seine Verdienste um den internationalen Wissenschaftsaustausch und die Rechtsvergleichung wurde ihm 2010 von der Republik Brasilien der Rio-Branco-Orden sowie 2015 ein Ehrendoktor der International Hellenic University (Thessaloniki, Griechenland) verliehen.